# Pinocho (película de 2002)
Pinocchio (Pinocho en español) es una película del año 2002 dirigida y protagonizada por Roberto Benigni, quien también participa en el guion (con Vincenzo Cerami) y la producción. Tuvo un costo de 45 millones de euros, lo que por amplio margen la convierte en la película más cara de la historia del cine italiano.
Es una adaptación de la novela Las aventuras de Pinocho. La historia de un títere, de Carlo Collodi.
En Italia la película fue estrenada en vídeo en el año 2003 de parte de la empresa Buena Vista Home Entertainment.

## Argumento
Imbattutosi en un tocón de madera muy especial, el buen carpintero Geppetto decidió hacer un títere y llamarlo Pinocho. Este mágicamente es capaz de caminar, de moverse, de hablar y crear problemas como un bebé real. Con la esperanza de Geppetto de comenzar la educación de Pinocho, vende su abrigo, compra una cartilla a Pinocho, pero el sinvergüenza la vendió para ir a ver un espectáculo en el teatro de marionetas. Aquí el terrible y temido líder de la empresa Eater, lástima a lasciatosi, por los cuentos destartalados de Pinocho, este le dio cinco monedas de oro. Pinocho, víctima de su ingenuidad, es entonces seducido por un par de villanos, el Gato y el Zorro, que deciden hacerle una trampa para robarle su dinero. Una serie de desventuras llevan a Pinocho a la ciudad de los juguetes en compañía de Luccino, su nuevo amigo, y, finalmente, al vientre de una ballena, donde por sorpresa redescubre a su padre Geppetto. Huyeron del animal, con la ayuda del Hada Azul quien lo transformará finalmente en un niño de verdad, generoso y dispuesto.

## Producción
Según Benigni, los planes para una película en la que el actor interpretaba a Pinocho habían comenzado con Federico Fellini. El proyecto se remonta a los tiempos de La Voz de la Luna, una película de Benigni realizada en 1990 bajo la dirección del maestro de Rimini. En esa ocasión, de hecho, llamado Fellini y Benigni Pablo Pueblo "personajes collodiani". Benigni también dijo que en esa ocasión hicieron algunas escenas de prueba que nunca se mostraron al público y Vincenzo Cerami ya había empezado a escribir un guion.
La película se rodó en (Umbría Cinecittà Estudios) Papigno fracción de Terni.
Para la película se emplearon 28 semanas de rodaje, con ocho meses de preproducción y otros 8 meses de posproducción.

## Reparto
- Roberto Benigni: Pinocho
- Nicoletta Braschi: Hada Azul
- Carlo Giuffré: Geppetto
- Peppe Barra: Grillo Parlante
- Massimiliano Cavallari: Gato
- Bruno Arena: Zorro
- Kim Rossi Stuart: Lucignolo
- Franco Javarone: Mangiafuoco
- Luis Molteni: El cochero
- Tommaso Bianco: Pulcinella
- Corrado Pani: Juez
- Giorgio Ariani: anfitrión de la "Gambero Rosso"
- Mino Bellei: Medoro
- Remo Masini: maestro de la escuela
- Alessandro Bergonzoni: director del circo
- Stefano Onofri: Harlequin
- Alessandro Nardi: Granjero John, el agricultor

## Banda sonora
La banda sonora fue hecha por Nicola Piovani, quien previamente colaboró con Benigni, para su banda sonora en la película La vida es bella. Piovani ganó el Nastro d'argento por la banda sonora.

### Pistas
1. La Fata Turchina
2. Il burattino
3. Il Gatto e la Volpe
4. I viaggi di Pinocchio
5. Lucignolo
6. Il pezzo di legno
7. Il Grillo Parlante
8. Le brutte avventure
9. Promenade di Pinocchio
10. Il bacio della Fata
11. Il teatro dei burattini
12. La morte di Lucignolo
13. Il circo
14. Il Paese dei Balocchi
15. Finale
16. La canzone di Pinocchio
17. Il tema della Fata

## Distribución
La película fue lanzada oficialmente en los cines italianos el 11 de octubre de 2002 la distribución fue de parte de la compañía Medusa Film..

### Fecha de lanzamiento
La película se presentó internacionalmente en una vista previa el 10 de enero de 2003 en el Festival Internacional de Cine de Palm Springs.
Las fechas de estreno internacionales fueron:
- 25 de diciembre de 2002
  - EE. UU. Estados Unidos, como Pinocho de Roberto Benigni (edición limitada) (versión doblada)
  - Canadá Canadá
- 7 de febrero de 2003
  - EE. UU. Estados Unidos (distribución limitada) (Versión original con subtítulos)
- 13 de febrero de, de 2003
  - Suiza Suiza (alemán regiones hablando)
- 7 de marzo de 2003
  - Grecia Grecia
- 8 de marzo de 2003
  - Serbia Serbia, como Pinokio
- 13 de marzo de 2003
  - Austria Austria
  - Alemania Alemania
- 21 de marzo de 2003
  - Japón Japón
- 26 de marzo de 2003
  - Bélgica Bélgica
  - Francia Francia
  - Suiza Suiza (en las regiones de habla francesa)
- 28 de marzo de 2003
  - Portugal Portugal, como Pinoquio
- 11 de abril de 2003
  - Islandia Islandia
- 17 de abril de 2003
  - Australia Australia
  - Países Bajos Países Bajos
- 2 de mayo de 2003
  - Noruega Noruega
- 7 de mayo de 2003
  - Filipinas
- 23 de mayo de 2003
  - México México
- 29 de mayo de 2003
  - Rep. Checa Rep. Checa
- 30 de mayo de 2003
  - Polonia Polonia, como Pinokio
- 10 de julio de 2003
  - Israel Israel
- 16 de julio de 2003
  - Corea del Sur
- 20 de agosto de 2003
  - Argentina Argentina, como Pinocho (distribución de video casero)
- 24 de septiembre 2003
  - Noruega Noruega (video casero)
- 14 de octubre de, de 2003
  - Kuwait Kuwait
- 7 de noviembre de 2003
  - Turquía Turquía, como Pinokyo
- De febrero de 2 de 2004
  - Hungría Hungría, como Pinokkio (video casero)
- 11 de febrero de 2004
  - Suecia Suecia (video casero)

### Distribución en América del Norte
La película fue estrenada en los cines en los EE. UU. el 25 de diciembre de 2002 por distribución de la empresa Miramax Films, sin ningún tipo de proyección para los críticos de cine. Los ejecutivos de Miramax Harvey Weinstein y Bob Weinstein justificaron esta decisión, argumentando que se necesitaba más tiempo para la posproducción para el doblaje en inglés. Sin embargo, según Edward Guthmann, crítico de cine para el San Francisco Chronicle, Miramax tomó esta decisión porque era consciente del probable fracaso de la película. Dos meses después del fracaso en la taquilla y crítica de la versión doblada, 7 de febrero de 2003, la película fue re-distribuida en los cines durante un periodo limitado en el idioma original con subtítulos en inglés.

## Ediciones extranjeras

### Inglés
En contra de las tradiciones de los despliegues de cine extranjero en Estados Unidos, donde por lo general una película extranjera se presenta en su idioma original con subtítulos en inglés, Harvey y Bob Weinstein decidieron doblar la película en inglés. Para algunos, esta decisión se tomó para atraer una mayor atención por parte de un público de niños, a pesar de la misma Benigni había informado en una entrevista que la razón principal fue el hecho de que doblarse al inglés era algo demasiado complicado debido a su fuerte acento italiano.
El guion de la película, titulada Pinocho de Roberto Benigni para el mercado estadounidense, fue adaptado en inglés por el escritor de diálogo estadounidense Brendan Donnison. Fue elegido para el doblaje de un elenco singular compuesto por celebridades conocidas principalmente: Para Benigni y Braschi fueron elegidos respectivamente los actores Breckin Meyer y Glenn Close; entre otras celebridades que prestaron sus voces estaban David Suchet (Maestro Geppetto), el ex Monty Python John Cleese y Eric Idle (respectivamente Pepito y Medoro), Topher Grace (Luccino, en inglés Leonard), el cómico Eddie Griffin y Cheech Marin (el Gato y el Zorro), los actores Kevin James (Eater) y Regis Philbin (el maestro de ceremonias). También aparecerá en un "cameo de voz" el humorista James Belushi, que duplicará el agricultor granjero John, y el cantante Queen Latifah, quien en la película dobla a la paloma que ayuda a Pinocho a llegar a la playa con la intención de encontrar a Geppetto.

### Francés
En Francia, la película fue interpretada por Dominique Collignon-Maurin (Pinocho), Cécile Paoli (Hada Azul), Georges Berthomieu (Maestro Geppetto), Damien Boisseau (Luccino), Patrick Messe (Pepito Grillo), Jean-Pierre Gernez (Medoro), Jean-Loup Horwitz (El Gato), Pierre Laurent (La Volpe) y Saïd Amadís (Eater).

## Premios y nominaciones
- 2003 - David di Donatello
  - Mejor dirección artística de Danilo Donati
  - Mejor diseño de vestuario de Danilo Donati
  - Nominación a Mejor Actor en Roberto Benigni
  - Nominada a Mejor Actor de Reparto en Kim Rossi Stuart
  - Nominación Mejor Fotografía a Dante Spinotti
  - Nominación Mejor Música de Nicola Piovani
- 2003 - Nastro d'argento
  - Mejor banda sonora de Nicola Piovani
  - Nominada a Mejor Actor de Reparto en Kim Rossi Stuart
  - Nominación Mejor productor de Nicoletta Braschi
- 2002 - Premios Razzie
  - Peor actor de Roberto Benigni
  - Nominación Peor película
  - Nominación peor director de Roberto Benigni
  - Nominación Peor pareja en Roberto Benigni y Nicoletta Braschi
  - Nominación Peor guion a Vincenzo Cerami y Roberto Benigni
  - Nominación Peor remake o secuela

## Recepción

### Las ganancias
La película - tuvo un costo estimado de alrededor de $ 40 millones - con un buen éxito (€ 26.198 millones) en Italia, pero los ingresos cayeron debajo de las expectativas en el resto del mundo y en particular en los EE. UU. ($ 3,684,305) , para un total de $ 41.323.171 en todo el mundo, que en la práctica solo sirve para cubrir los costos de producción.

### La crítica
La película fue criticada sobre todo por la falta de sensibilidad en la actuación de los personajes, especialmente el Hada (Nicoletta Braschi) y el mismo Benigni. Eran a su vez valorados los conjuntos, trajes, fotografía y banda sonora.

### Los críticos estadounidenses
En Estados Unidos la película fue aplastada duramente por la crítica. Según los informes en el sitio web Rotten Tomatoes, esta posee un 0% de los críticos que le dieron una crítica positiva, con una media de 2,4 sobre 10. Al mismo tiempo el mismo sitio la posicionó en el tercer lugar como la peor película de la década 2000-2009, la única película italiana en este ranking de 100 películas.
Entre otras cosas, los críticos atacaron fuertemente el doblaje al inglés; fue atacado en especial la elección de Breckin Meyer como un reemplazo de voz para Benigni, considerado inadecuado para el papel debido a su voz demasiado joven.

## Diferencias con la novela
- Geppetto encuentra la pieza de madera en la carretera, mientras que en el libro se lo da su maestro Cereza (que aparece en la película). Además, en la película, se ha especificado que la pieza de madera es de pino. En el libro, no se especifica de qué árbol viene. De hecho, en el libro, el nombre de Pinocho no está relacionado con el árbol de pino, pero el hecho de que Geppetto había reunido toda una familia de Pinochios: Pinocho el padre, la madre y los niños Pinocha Pinochios.
- En la película Pinocho se encuentra con Lucignolo por primera vez en la cárcel, cuando fue detenido por la policía en Acchiappacitrulli acusando al Gato y el Zorro por el robo de las monedas de oro en el libro lo conoce en la escuela, cuando se trasladó al país de las abejas industriosas.
- Cuando Pinocho es detenido por la policía porque creen que él ha golpeado a Eugene, vio al Hada Azul, que huye de la policía para acabar con el agricultor que lo contrató como un organismo de control (donde, en el libro, trata de robar las uvas, que no es lo que pasa en la película). También él se escapa del agricultor por medio de Luccino (que quiere robar los pollos en lugar de martas), mientras que, en el libro, recupera su libertad al completar la asignación anterior. Además, en la película, el secuestro por el maestro de Melampo reemplaza por el pescador verde. En el libro, el primero se lleva a cabo antes de que Pinocho pueda encontrar la supuesta tumba del Hada Azul.
- Cuando Pinocho y Luccino se dan cuenta de que están dando vuelta en burros en la Ciudad de Juguetes, Pepe Grillo va con Pinocho y le habla de su ignorancia, mientras que en el libro es una marmota quien lo hace. Por otra parte, Jiminy también sustituye al Parrot y advierte el robo a Pinocho de las monedas por el Gato y el Zorro.
- Cuando Pinocho se transforma en un burro, es llevado a un circo y se hiere a sí mismo saltando un aro de fuego, y el maestro de ceremonias, harto de la inutilidad de Pinocho, envía a sus payasos para ahogarlo en el mar. En el libro en vez de eso, decide venderlo a un vendedor de tambores, y es él, no los payasos quien lo lanza para que se ahogara.
- El emperador de Acchiappacitrulli decide liberar a los niños del hospicio para celebrar el nacimiento de su hijo, no por una victoria militar como en el libro.
- Cuando Pinocho y Geppetto se reúnen en la boca del tiburón, el títere lleva al padre para rescatarlo. En el libro, escapan montando un atún (que no aparece en la película), mientras que el tiburón duerme.